# Fraxinus berlandieriana
Fraxinus berlandieriana — вид квіткових рослин з родини маслинових (Oleaceae).

## Поширення
Зростає в Північній Америці: Мексика (Чіуауа, Коауіла, Дуранго, Нуево-Леон, Сан-Луїс-Потосі, Сонора, Тамауліпас, Веракрус); США (Техас, Оклахома).
Росте на висотах до 400 метрів. Населяє краї ставків і озер, береги струмків і річок, серед валунів у річках, алювіальні тераси, низькі ліси, каньйони, порушені місця.

## Використання
Цей вид висаджують як швидкоросле декоративне дерево на більшій частині Техасу.